# Список правителей Дукли
Список правителей Дукли

## Властимировичи
| Портрет | Имя                                                                              | Правление   | Территория             | Примечания                                        |
| ------- | -------------------------------------------------------------------------------- | ----------- | ---------------------- | ------------------------------------------------- |
|         | Петр (Петрислав I)                                                               | ок. 900     | Дукля                  |                                                   |
|         | Предимир, Хвалимир (I), Болеслав, Драгислав, Свевлад, Легеч, Сильвестр , Тугимир |             | Дукля                  | названы друг за другом                            |
|         | Хвалимир Петрович (Хвалимир II)                                                  | ок. 950—971 | Дукля                  | сын либо Петара Гойниковича, либо жупана Тугимира |
|         | Петрислав Хвалимирович (Петрислав II)                                            | 971 — 990   | Дукля                  | Сын Хвалимира                                     |
|         | Иван Владимир                                                                    | 990 — 1016  | Дукля                  | Сын Петрислава.                                   |
|         | Драгомир Хвалимирович                                                            | 1016 — 1018 | Дукля Травуния Захумье | Сын Хвалимира.                                    |

## Воиславлевичи
Воиславлевичи правили Дуклей с 1050 до 1186 года.
| Портрет | Имя                          | Правление               | Территория    | Примечания                                         |
| ------- | ---------------------------- | ----------------------- | ------------- | -------------------------------------------------- |
|         | Стефан Воислав (Доброслав I) | 1018 — ок 1050          | Дукля         | Сын Драгомира. Основатель династии Воиславлевичей. |
|         | Михайло I                    | ок. 1050—1081           | Дукля         | жупан 1050—1077, король 1077—1081                  |
|         | Константин Бодин             | 1081 — 10991072         | ДукляБолгария |                                                    |
|         | Доброслав II                 | 1101 — 1102             | Дукля         |                                                    |
|         | Михайло II                   | 1101 — 1102             | Дукля         | брат Доброслава II                                 |
|         | Доброслав III                | 1102                    | Дукля         |                                                    |
|         | Кочапар                      | 1102 — 1103             | Дукля         | родственник Доброслава III                         |
|         | Владимир                     | 1103 — 1113             | Дукля         |                                                    |
|         | Джордже                      | 1113 — 1118 1125 — 1131 | Дукля         | Сын Константина Бодина                             |
|         | Грубеша                      | 1118—1125               | Дукля         |                                                    |
|         | Градихна                     | 1131 — 1142             | Дукля         |                                                    |
|         | Радослав                     | 1142 - 1168             | Дукля (Koтор) |                                                    |
|         | Мирослав                     | 1168 — 1179             | Дукля         |                                                    |
|         | Михайло III                  | 1179 — 1186             | Дукля         |                                                    |
|         | Десислава                    | 1186? — 1189            | Дукля         | Жена Михайло III                                   |

## Вукановичи-Неманичи
| Портрет | Имя             | Правление   | Территория                | Примечания           |
| ------- | --------------- | ----------- | ------------------------- | -------------------- |
|         | Вукан Неманич   | 1195 — 1208 | «Король Дукли и Далмации» | Сын Стефана Немани.  |
|         | Джордже Неманич | 1208 — 1216 | «Король Дукли и Далмации» | Сын Вукана Неманича. |